# 하오비역
하오비역(일본어: 羽帯駅)은 일본 홋카이도 가미카와 군 시미즈정에 있는 홋카이도 여객철도의 역이다. 역 번호는 K25이며, 단선 승강장 1면 1선 구조를 지닌 지상역이다.

## 역 주변
- 국도 제38호선

## 역사
- 1958년 9월 10일 : 국철의 역으로서 개업.
- 1987년 4월 1일 : 민영화에 의해, 홋카이도 여객철도로 이관.
- 2018년 3월 17일: 시간표 개정으로 폐지

## 인접 정차역
| 홋카이도 여객철도 네무로 본선 | 홋카이도 여객철도 네무로 본선 | 홋카이도 여객철도 네무로 본선 |
| ----------------------------- | ----------------------------- | ----------------------------- |
| K24 도카치시미즈 신토쿠 방면  | 네무로 본선                   | 미카게 K26 구시로 방면        |